# シボレー・トラバース
トラバース（TRAVERSE）は、GMが製造、シボレーブランドで販売している自動車である。

## 歴代モデル

### 初代 (2008–2017年)
2008年のシカゴオートショーで発表。同年秋から発売を開始。ミニバンのアップランダーおよびSUVのトレイルブレイザーの後継車種である。プラットフォームはビュイック・アンクレイブやGMC・アカディアと同じGMラムダプラットフォームを採用する。これらラムダプラットフォーム車の生産はランシングのランシング・デルタ・タウンシップ組立工場にて行われている。
エンジンは直噴 3.6L V6エンジンを搭載し、これに6速ATが組み合わせられる。駆動方式はFWDとAWDの2種類がラインナップされている。
2012年4月、ニューヨーク国際オートショーにてフェイスリフトを受けた2013年モデルが発表された。フロントマスクは従来の上下二分割のボウタイグリルを捨て、新たに三本線のアッパーグリルと二本線のロワーグリルの組み合わせが採用された。また、ヘッドライトやフォグランプのデザインも一新された。リアエンドはテールランプやバンパーが一新され、ライセンスプレートの位置がリフトゲートに移された。インテリアはインストゥルメンタルパネルなどが刷新され、センタースタックには6.5インチのカラータッチラジオとシボレーの新しいインフォテインメントシステムであるMyLinkが搭載された。また、ビュイック・アンクレイブと同様に世界初のフロントセンターエアバッグ標準装備車種となる。
なお、日本では三井物産オートモーティブによって2009年から輸入販売されていた（日本仕様は自動車法規に基づき、サイドアンダーミラーを採用していた）が、同社が2011年11月1日付でディストリビュータ契約をゼネラルモーターズ・ジャパンに譲渡した事に伴い、販売を終了した。

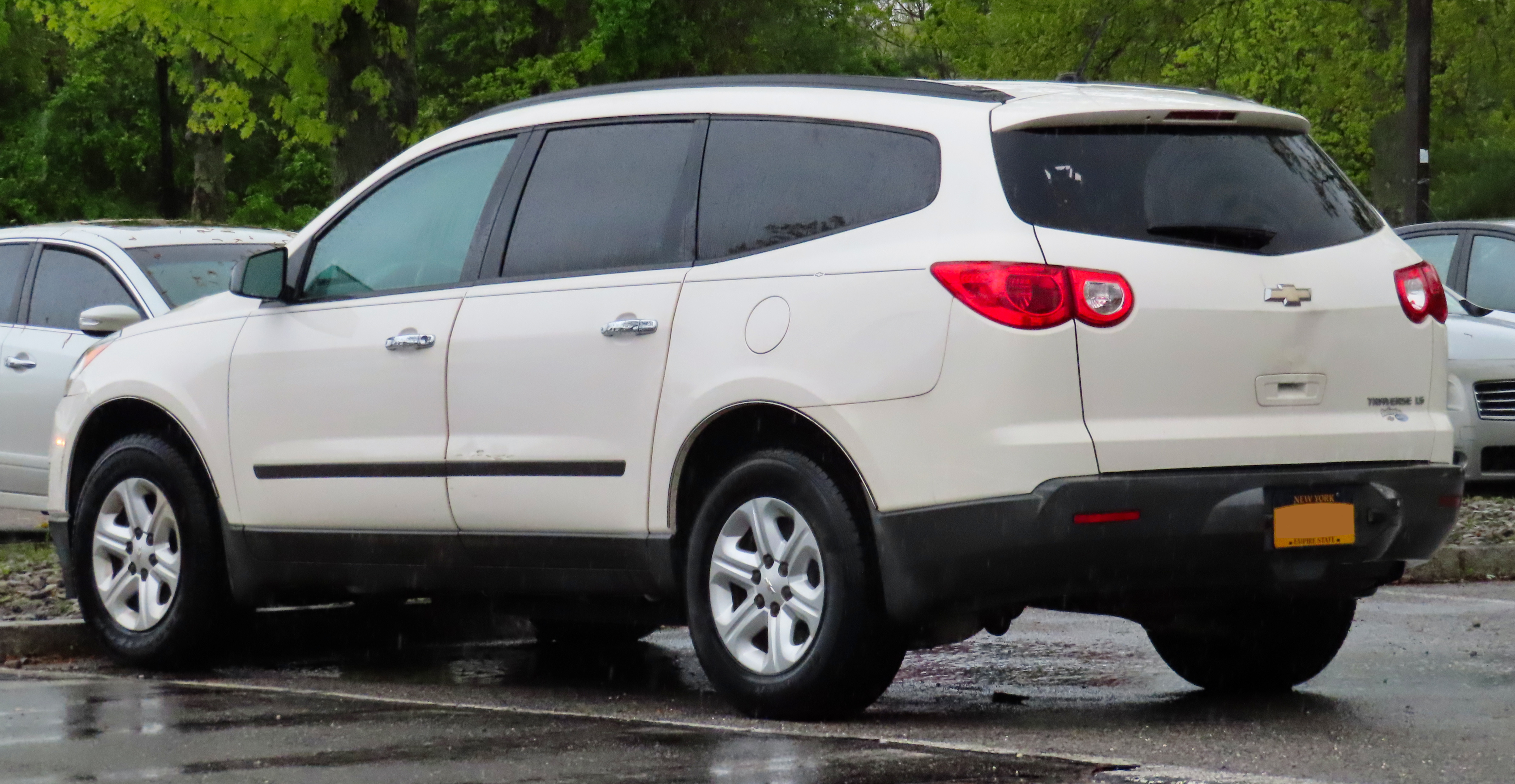
前期型 リア

### 2代目 (2017年-)
2017年1月、北米国際オートショーにて発表され、同年7月から発売を開始した。